# Calle Duddell
Duddell Street (en chino, 都爹利街; pinyin, Dūdiēlì Jiē; Yale cantonés, dou1 de1 lei6 gaai1) es una pequeña calle situada cerca del Distrito Lan Kwai Fong en Central, Hong Kong, China. Nombrada en honor a George y Frederick Duddell, se extiende desde Ice House Street hasta Queen's Road Central. La calle destaca por contener las últimas cuatro farolas de gas de la ciudad.

## Historia
Esta calle corta incluye, en su extremo sur, un tramo de escaleras de granito que se construyeron entre 1875 y 1889, que conducen a Ice House Street. La calle fue bautizada en honor a los hermanos George y Frederick Duddell. Ambos fueron terratenientes a comienzos de la colonia, que emigraron de Macao tras la anexión de Hong Kong en 1841. George era un subastador y se convirtió en un importante terrateniente en la zona alrededor de la actual Duddell Street a mediados del siglo XIX. Cuando murieron Frederick y su esposa, ambos fueron enterrados en el Antiguo Cementerio Protestante de Macao.

## Farolas de gas
La calle es famosa por sus cuatro farolas de gas. Mientras que ahora todas las otras farolas de Hong Kong son eléctricas, estas cuatro aún usan gas de alumbrado. La Hong Kong and China Gas Company continúa a cargo del funcionamiento de las farolas como objetos de interés histórico. Las Escaleras y Farolas de Gas de Duddell Street son monumentos declarados de Hong Kong.

## Comercio
En junio de 2009, Hong Kong la tienda de diseño G.O.D. colaboró con Starbucks y creó una tienda con un "Bing Sutt Corner" en su local de Duddell Street. Es un concepto que fusiona el tradicional bing sutt, un estilo de las casas de té de Hong Kong, con el aspecto de una cafetería contemporánea.
En abril de 2012, abrió la tienda insignia de la cadena Shanghai Tang en el 1 de Duddell Street, conocida como la 'Shanghai Tang Mansion'. Tiene unos 1400 m² de superficie y es la sucursal más grande del mundo, diseñada por la firma de diseño de Shanghái MVW.

## Galería de imágenes

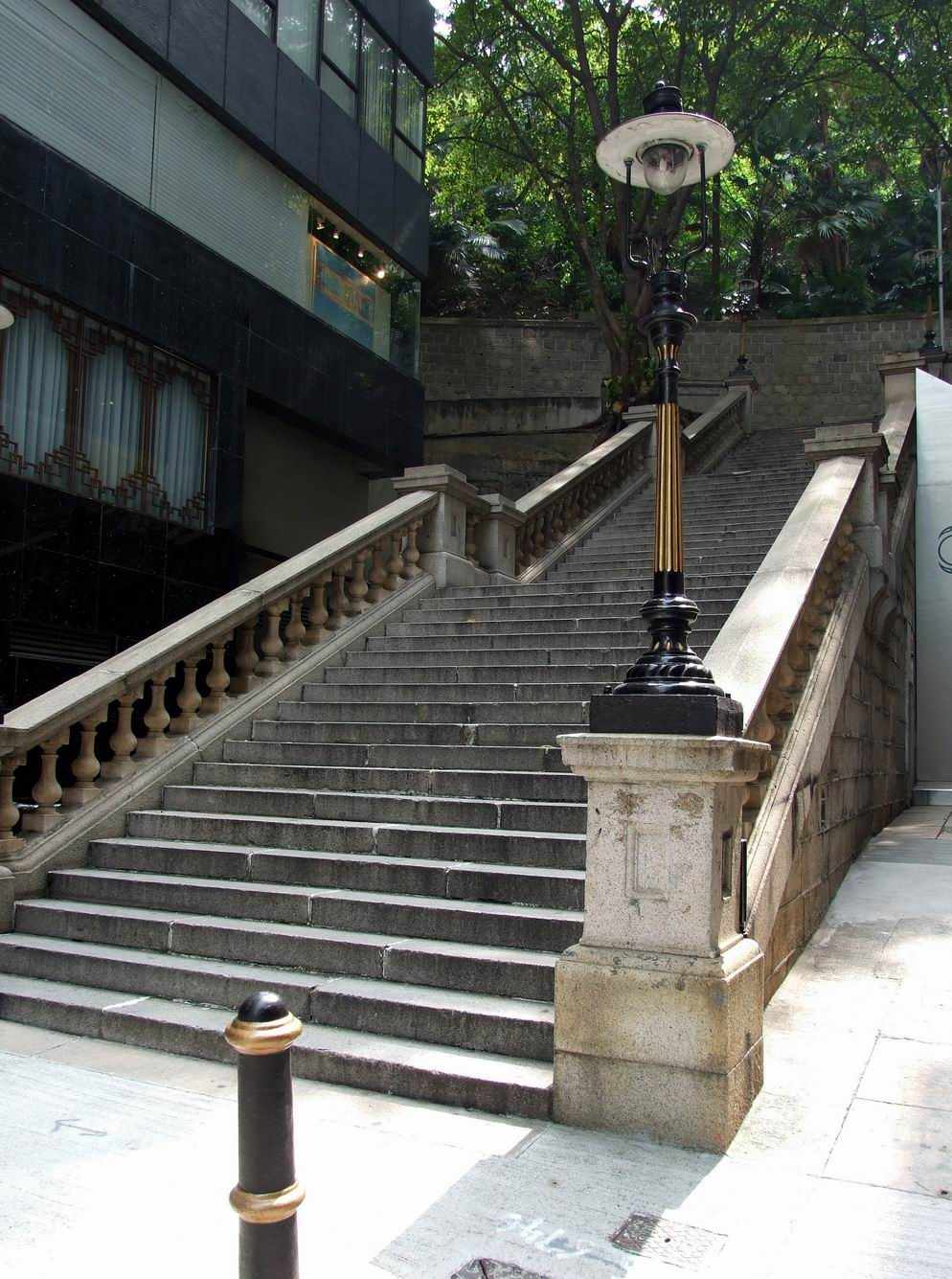
Farolas de gas y escaleras de Duddell Street
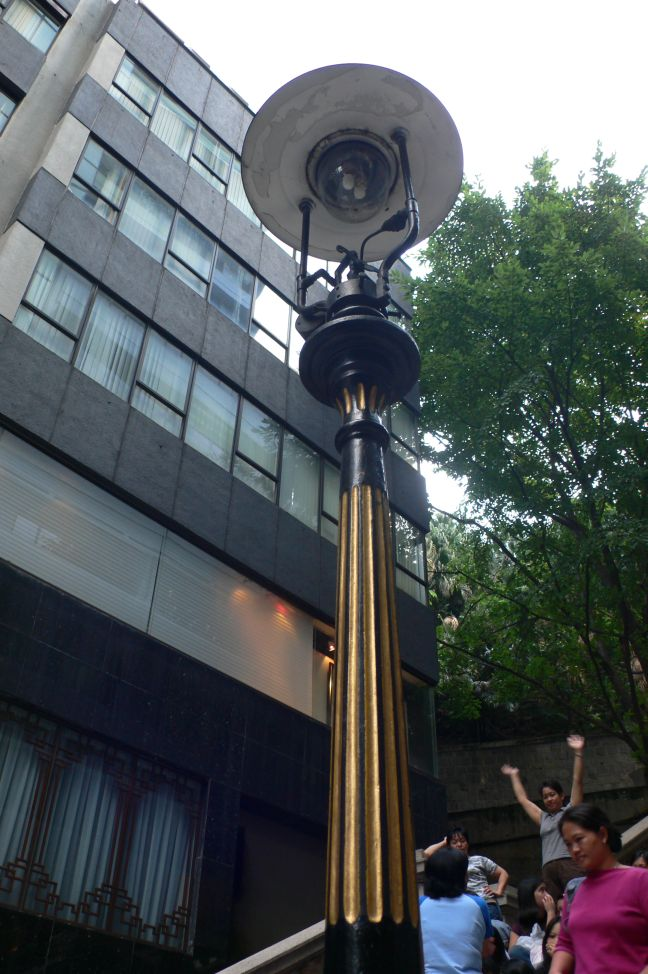
Una farola de gas de Duddell Street
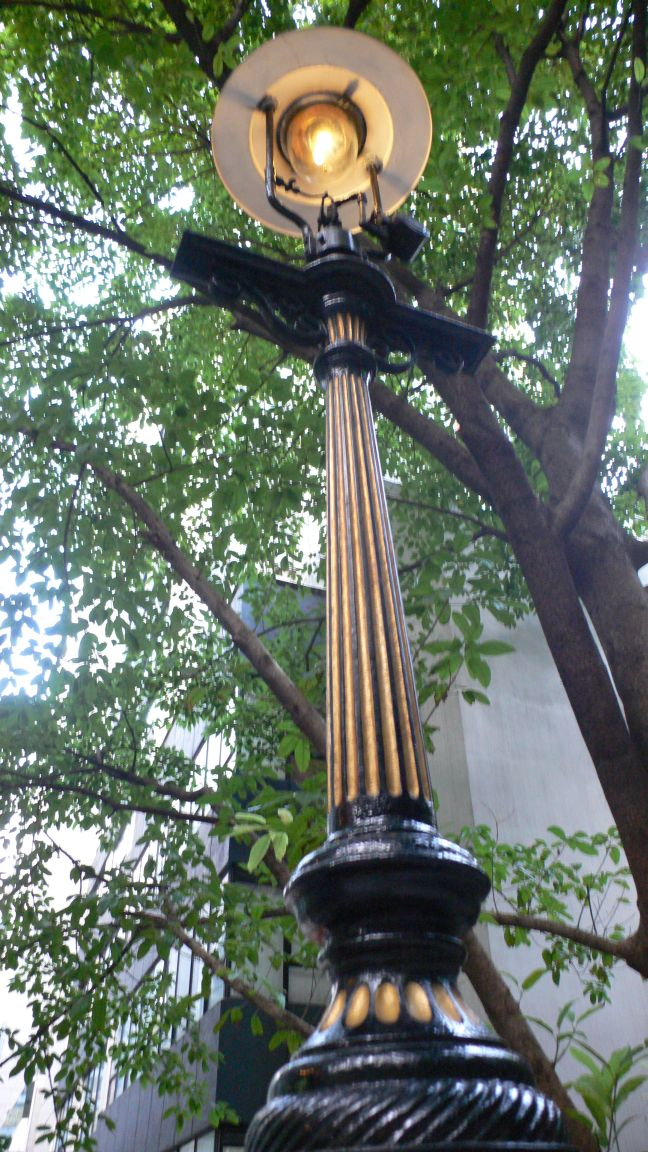
Una farola de gas de Duddell Street
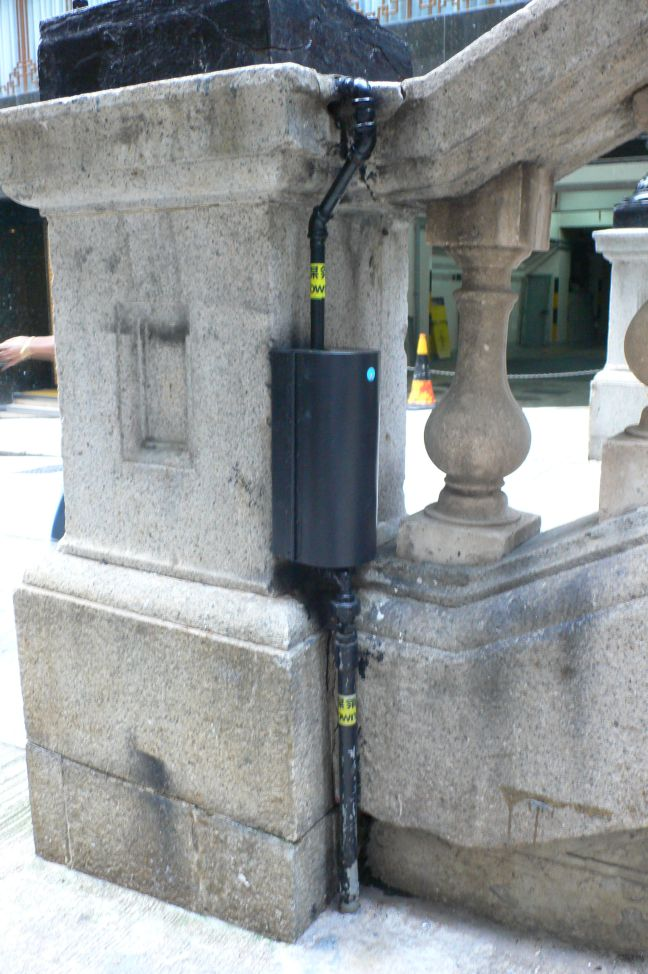
Una tubería que suministra gas a las farolas de la calle
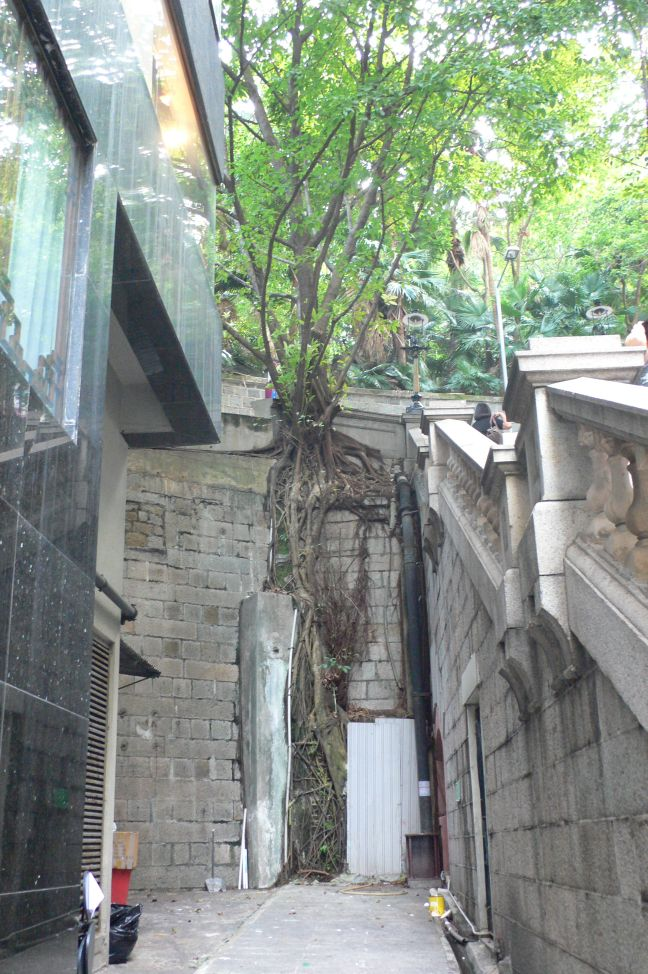
Un antiguo árbol en el muro de piedra de la calle